# La Voix du Nord
Pour le mouvement de la Résistance française, voir Voix du Nord.
La Voix du Nord est un quotidien régional du nord de la France, appartenant à Rossel France, détenue à 73 % par le groupe de presse belge Rossel.

## Aujourd'hui
La Voix du Nord paraît du lundi au dimanche. Dans les Hauts-de-France, pour une région comptant plus de quatre millions d'habitants, la diffusion de La Voix du Nord atteint quotidiennement 165 000 lecteurs.
La Voix du Nord est une filiale du groupe belge Rossel, qui possède également Le Soir (Bruxelles).

## Historique

### Origines

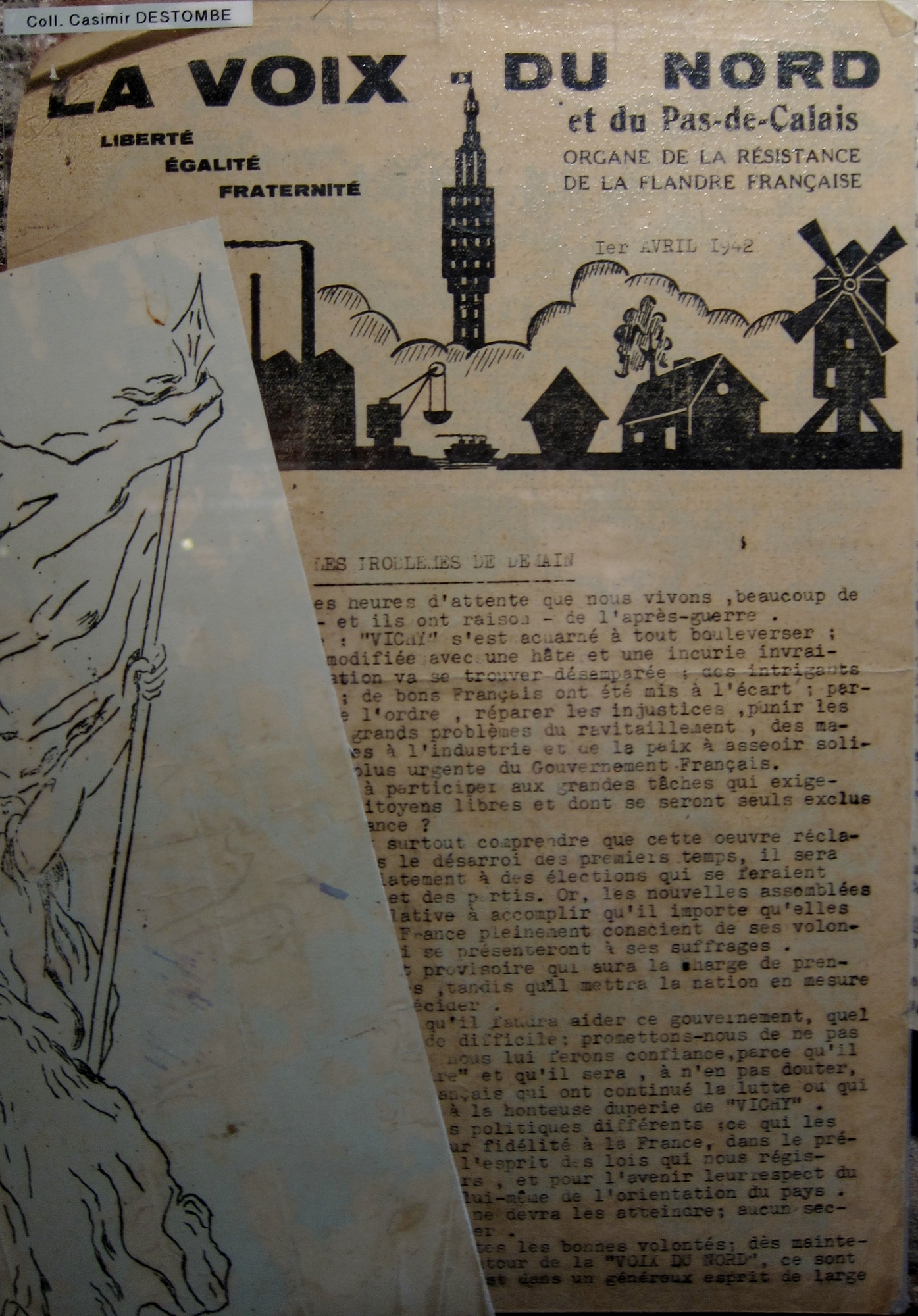
L'édition du 1 avril 1942 au musée de la résistance à Bondues

La Voix du Nord est à sa création un journal clandestin qui donne naissance à un mouvement de résistance. Le groupe de résistance s'appelait Voix du Nord. La première feuille clandestine, qui connaîtra 65 numéros dont deux n'ont pas été retrouvés (no 28 et no 42), est datée du mois d'avril 1941 et annonce clairement la prise de parti du journal : « En France aucune presse, aucune radio, aucun homme ne peut parler librement un langage français. Les seules voix françaises nous viennent par la radio de Londres, avec elles, nous sommes d'accord et nous pensons : on ne transige pas avec le devoir et avec l'honneur ; on ne pactise pas avec le mal ; on ne collabore pas avec l'ennemi. ». Le journal affirme son soutien au général de Gaulle et son opposition au gouvernement de Vichy. À l'origine, deux hommes très différents : Jules Noutour, brigadier de police, syndicaliste, socialiste membre de la SFIO rejoint par Natalis Dumez, catholique social. C'est Natalis Dumez qui est l'âme de la rédaction : on lui doit l'essentiel des articles parus dans les 39 premiers numéros, soit 400 pour être plus précis. Noutour est en effet arrêté le 8 septembre 1943 et déporté à Gross Rosen, où il meurt le 1er février 1945.
Des quatre pages ronéotypées du premier jour, le journal passe rapidement à six puis à dix. En raison des difficultés d'approvisionnement en papier, la pagination est de nouveau réduite : quatre pages en février 1943. Le tirage, faible au début (900 exemplaires) passe à 15 000 au 1er janvier 1943. De même, la périodicité, bimensuelle jusqu'en septembre 1942, puis mensuelle à partir de 1943.
Les deux ultimes numéros furent réalisés en juillet et août 1944 sous la responsabilité de Jules Houcke qui fera paraître La Voix du Nord (no 66) au grand jour le 5 septembre 1944. La première page est barrée d'un titre sur six colonnes : « La Région du Nord est libre ». La liberté et l'indépendance furent payés au prix fort : la prison, la torture, les camps de la mort pour plus de 530 personnes, qui ont écrit, imprimé et diffusé ces journaux.
Pendant les premières décennies, le titre affronte la sévère concurrence d'un autre titre issu de la Résistance, Liberté, l'un des nombreux journaux régionaux communistes fédérés dans l'Union française de l'information, qui a cessé de paraître sous forme quotidienne en 1992, ainsi que celle des quotidiens Nord Matin et Nord Eclair, respectivement proches de socialistes et des chrétiens-démocrates du MRP.

### La création officielle
La société en commandite par actions « La Voix du Nord - Houcke et Cie » est créée dès la Libération. Ce sont les locaux et l’imprimerie du quotidien Grand Écho du Nord, convaincu de collaboration lors d'un procès en 1945, qui sont repris par la Voix du Nord. Et comme cela s’est fait ailleurs en France, les effectifs ont également été repris. Ce sont donc les anciens journalistes et les anciens cadres du Grand Écho qui produisirent l'ancien journal de la résistance. Le premier directeur et rédacteur en chef du journal (septembre 1944 à mars 1948), Léon Chadé, ancien journaliste de l'agence de presse Havas et ami de Maurice Schumann, la voix de la France libre à Londres, avait d'ailleurs été recruté à la veille de la Libération par Jean Dubar, l'ancien patron du Grand Écho. Pour les membres du journal issu de la résistance et notamment ses deux fondateurs qui ne sont pas encore rentrés de déportation en février 1945, cela devient de la trahison de pseudo-résistants.
En 1945, le capital de la société augmente, mais cela ne permet pas aux anciens déportés d'en devenir des actionnaires. Il leur faudra 31 ans de procès divers pour obtenir gain de cause. Afin de conforter l'indépendance du journal, René Decock fut porté, en 1949, à la présidence du conseil de gérance. Cette période voit également la création des éditions locales, donnant ainsi une dimension régionale au journal, qui a aussi une couverture internationale, avec l'Agence France-Presse.

### Croissance
La Voix du Nord publie en 1950 le supplément La Voix des Ondes avec les programmes complets des émissions de radio et de télévision. Le quotidien participe en 1955 à la création de la course cycliste Les Quatre Jours de Dunkerque. En 1955, on assiste au lancement du cirque de La Voix du Nord, et en 1961, première tournée des plages à laquelle participe, dès 1963, un car-podium. En 1960, le journal acquiert son concurrent sur le littoral, Le Nouveau Nord maritime.
C'est à partir de 1966 que commence une révolution technique, avec l'introduction de l'informatique dans la gestion du journal et la suppression progressive du plomb pour la photocomposition et la télécomposition, ce qui permet l'organisation de la saisie directe dans les agences.
Le jeu concours Trucmuche, emblématique du journal, apparaît en 1983. Il a lieu chaque automne.

### Changements
Les années 1994/1995 marquent deux étapes importantes dans le processus de développement. En effet, avec des prises de participations d'autres quotidiens régionaux, des hebdomadaires, partenaires et filiales, La Voix du Nord accentue sa présence Eurorégionale. Aujourd'hui, forte de 35 sociétés, La Voix du Nord s'est engagée, avec cet ensemble de médias multiples, sur la voie du multimédia.
Toutefois depuis 1989, le groupe de presse lillois n'a pas été à l'abri des batailles capitalistiques. Un livre très informé, La Voix du Nord, histoire secrète, publié en 2005 aux éditions Lumières de Lille, dévoile les opérations financières qui ont secoué le journal lillois.
D'abord contrôlé par un noyau dur de cadres ayant lancé un rachat de l'entreprise par ses salariés (RES), le groupe a ensuite été balloté entre 1998 et 2003 entre les mains du groupe de presse belge Rossel, lui-même placé sous le contrôle de la Socpresse (ex-groupe Hersant).
Les cadres de La Voix du Nord, qui clamaient leur indépendance, n'ont pas résisté à la flambée des prix de leurs actions, revendues entre 40 000 F et 100 000 F pour un prix variant de 300 à 7 500 F suivant la date d'achat. La Voix du Nord est ensuite tombée sous le contrôle du groupement d'armement Dassault en 2004. Serge Dassault revendait lors de l'été 2005 le groupe de presse nordiste à son ancien propriétaire, le groupe belge Rossel.
La présence d'Yves de Chaisemartin, ancien patron du groupe Socpresse, au sein de la structure Rossel France, laisse penser que ce dirigeant tire encore les ficelles de la presse nordiste. De Chaisemartin est également actionnaire à 25 % de l'hebdomadaire Marianne.
Le jeudi 4 mai 2006, le journal passe au format tabloïd. Le lundi 1er décembre 2008, le journal paraît également le lundi, à la suite de l'abrogation le 8 septembre 1999 de la loi du 29 septembre 1948 de François Mitterrand disant que « la parution, l'exposition et la mise en vente des journaux paraissant dans les autres départements [que la Seine] sont interdites un jour par semaine. Ce jour sera obligatoirement le dimanche ou le lundi ». Le journal était l'un des seuls à ne pas paraître le lundi. Tout comme d'autres journaux du groupe, le mercredi 30 septembre 2009, le journal changea de maquette et devint entièrement en couleur. Selon Jean-Michel Bretonnier, rédacteur en chef de La Voix du Nord, le journal est le premier dans la presse quotidienne régionale à passer en couleur. Le 19 septembre 2010, le journal quotidien du Nord-Pas-de-Calais devient l'un des premiers quotidiens régionaux à être disponible sur iPad.
En novembre 2015, dans le cadre de la campagne des élections régionales, le quotidien dont les relations sont décrites comme « très tendues » avec le Front national prend ouvertement parti contre celui-ci en publiant le 11 novembre une Une tout en noir. Réagissant à une seconde Une, Marine Le Pen dénonce ce qu'elle nomme « un tract pour le Parti socialiste » qu'elle avance être la « contrepartie aux neuf millions d'euros de subventions touchés [par le quotidien] du Conseil régional socialiste » lors de la dernière mandature,. En 2012, le site Arrêt sur images relevait déjà un entretien du président du Conseil régional du Nord-pas-de-Calais, Daniel Percheron (Parti socialiste) dans une forme « qui s'apparente plutôt à une véritable tribune ». Pour le directeur de la rédaction de la Voix du Nord Jean-Michel Bretonnier, « cette pratique est courante, notamment dans l’audiovisuel ». Bien que Gabriel d’Harcourt, le directeur de la publication de la Voix du Nord, avance ne pas avoir voulu apparaître « comme un journal anti-FN », le journal Le Monde souligne qu'« il est assez inédit qu’un titre s’engage de manière si claire dans un scrutin ». Le vendredi 27 janvier 2017, le journal consacre sa une à Marine Le Pen, en sa qualité de candidate à l'élection présidentielle. À cette occasion, Jean-Michel Bretonnier déclare que « le Front national s'inscrit dans le jeu démocratique et [que] de nombreux électeurs lui font confiance, c'est donc notre métier et notre devoir que de rendre compte de son actualité et de poser des questions à sa présidente ».
En janvier 2017, après l'annonce d'un plan social de grande ampleur, le journal pourrait supprimer un quart de ses effectifs, soit 178 postes dont plus de 70 emplois de journalistes,. Le plan social serait la conséquence de la baisse de la diffusion et de la publicité, ainsi que de « l'insuffisance du chiffre d'affaires sur internet ». Selon l'Alliance pour les chiffres de la presse et des médias (ACPM), la diffusion de La Voix du Nord, troisième journal régional du pays derrière Ouest-France et Sud-Ouest, a chuté de 4,6 % à 217 000 exemplaires entre juillet 2015 et juin 2016, dans un contexte marqué par le recul des recettes publicitaires (-5,2 % pour les quotidiens régionaux lors des premiers mois 2016).

### Diversification
Le 25 juillet 2018, le CSA autorise le rachat de RDL Radio par la société La Voix du Nord.

### Organigramme
Directeur général délégué : Daniel Picault
Rédactrice en chef : Stéphanie Zorn 
Rédacteur en chef adjoint : Olivier Merlin 
Rédacteur en chef adjoint : Sébastien Varnier
Rédacteur en chef adjoint : Benoit Deseure
Rédactrice en chef adjointe : Elsa Lambert-Ligier 
Rédactrice en chef adjointe : Anne-Lise Teneul 
Rédactrice en chef adjointe : Béatrice Frère 
Directrice marketing : Clothilde Collin 
Directeur du développement : Olivier Facon
Directeur des ressources humaines : Olivier Gailland
Directeur financier : Raphaël Beun
Directeur du digital : Jérôme Butel
Directeur de production : Philippe Ceugniet
Directeur des études : Guillaume Lecointre

## Informations financières
La Voix du Nord, en 2017, emploie 735 collaborateurs dont 310 journalistes, réalise un chiffre d'affaires de 127 457 500 € et dégage un résultat net de 2 748 000 €.
Comme la plupart des titres de presse français, le journal La Voix du Nord reçoit de fortes subventions de l’État. Ainsi, il a perçu 4,69 millions d’euros d’aide du fonds d'aide à la modernisation de la presse de 2003 à 2010. En 2012, le titre a touché une aide de 3 702 669 euros, soit 0,041 euros par numéro.
En 2013, l'aide a diminué : 2 627 888 euros, soit 0,031 euro par exemplaire.

## Diffusion
| Année | Diffusion France payée | Diffusion totale |
| ----- | ---------------------- | ---------------- |
| 2011  | 191 512                | 197 431          |
| 2012  | 196 589                | 201 862          |
| 2013  | 182 779                | 187 034          |
| 2014  | 185 304                | 189 424          |
| 2015  | 221 951                | 226 214          |
| 2016  | 210 666                | 214 542          |
| 2017  | 205 387                | 209 203          |
| 2018  | 200 987                | 204 219          |
| 2019  | 204 486                | 207 861          |
| 2020  | 196 530                | NC               |
| 2021  | 193 018                | 196 170          |

## Éditions locales

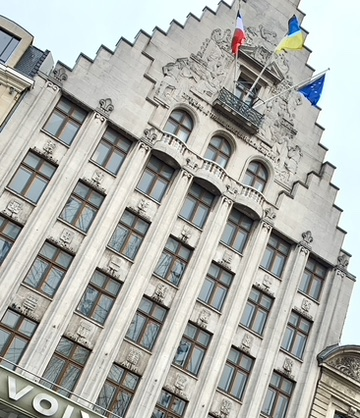
La Voix du Nord, Lille. (Architectes : Bazin, Laprade et Willoqueaux, Bas-reliefs : Robert Coin, 1937)

Sur la façade du bâtiment de La Voix du Nord, située sur la Grand'Place de Lille , les blasons des villes correspondant à chaque édition du journal s'y retrouvent gravés. Au sommet, les trois statues d'or représentent la Flandre, le Hainaut et l'Artois.
Les 25 éditions se répartissent sur le Nord et sur le Pas-de-Calais.
| Département   | Nombre | Nom des éditions |
| ------------- | ------ | --- |
| Nord          | 16     | - Armentières - Avesnes-sur-Helpe - Cambrai - Douai - Dunkerque - Hazebrouck - Lille - Lomme – Lambersart - Loos – Haubourdin - Marcq-en-Barœul - Maubeuge - Roubaix - Seclin - Tourcoing - Valenciennes – Denain - Villeneuve-d'Ascq |
| Pas-de-Calais | 9      | - Arras - Béthune – Bruay - Boulogne-sur-Mer - Calais - Lens – Hénin – Carvin - Lens – Liévin - Montreuil - Saint-Omer - Saint-Pol-sur-Ternoise                                                                                       |